# Macaranga pentaloba
Macaranga pentaloba är en törelväxtart som beskrevs av S.J.Davies. Macaranga pentaloba ingår i släktet Macaranga och familjen törelväxter. Inga underarter finns listade i Catalogue of Life.